# سیبیرتلکام
سیبیرتلکام (روسی: ОАО «Сибирьтелеком») شرکت مخابرات روس است، که در سال ۱۹۹۲ تأسیس شد.